# Aquae Novae in Proconsulari
Aquae Novae in Proconsulari (łac. Diocesis  Aquaenovensis in Proconsulari) – stolica historycznej diecezji w Cesarstwie rzymskim w prowincji Afryka Prokonsularna, sufragania metropolii Kartagina. Współcześnie w Tunezji. Obecnie katolickie biskupstwo tytularne.

## Biskupi tytularni
| Lp. | Biskup                          | Funkcja                                          | Od                   | Do              |
| --- | ------------------------------- | ------------------------------------------------ | -------------------- | --------------- |
| 1   | Jean Badré                      | biskup pomocniczy Paryża (Francja)               | 22 czerwca 1964      | 10 grudnia 1969 |
| 2   | Braulio Sánchez Fuentes         | biskup-prałat Mixes (Meksyk)                     | 14 stycznia 1970     | 15 lutego 1978  |
| 3   | Laurent Monsengwo Pasinya       | biskup pomocniczy Inongo i Kisangani (Zair)      | 13 lutego 1980       | 1 września 1988 |
| 4   | Vilmos Dékány                   | biskup pomocniczy Ostrzyhomia-Budapesztu (Węgry) | 23 grudnia 1988      | 19 maja 2000    |
| 5   | Louis-Marie Ling Mangkhanekhoun | wikariusz apostolski Paksé (Laos)                | 30 października 2000 | 28 czerwca 2017 |
| 6   | Enrique Delgado                 | biskup pomocniczy Miami (USA)                    | 12 października 2017 |                 |